# Gankouna

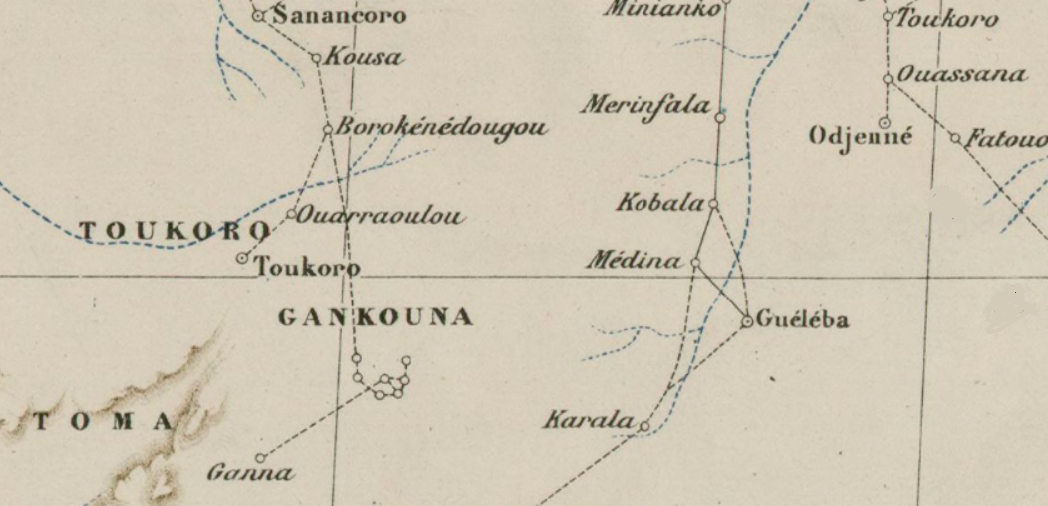
Map of Gankouna

Gankouna és una regió i població de Guinea, al sud de Kéruané, a la part dreta del naixement del riu Milo. Tenia al nord-oest el Toukoro i mes a l'oest el Sankaran, als sud-oest el pais Toma i a més a l'oest el Kissi. La regió està formada per diverses poblacions entre les quals la de Gankouna, agrupades bastant properes una a l'altra, i alguna més a certa distància (uns 20 km). Fins a Kéruané la distància mitjana és de 25 km. El 1893 Samori Turé hi va enviar algunes bandes de sofes (guerrers) per ocupar als francesos i mantenir-los allunyats de Nafana.